# Andreas Bäckman

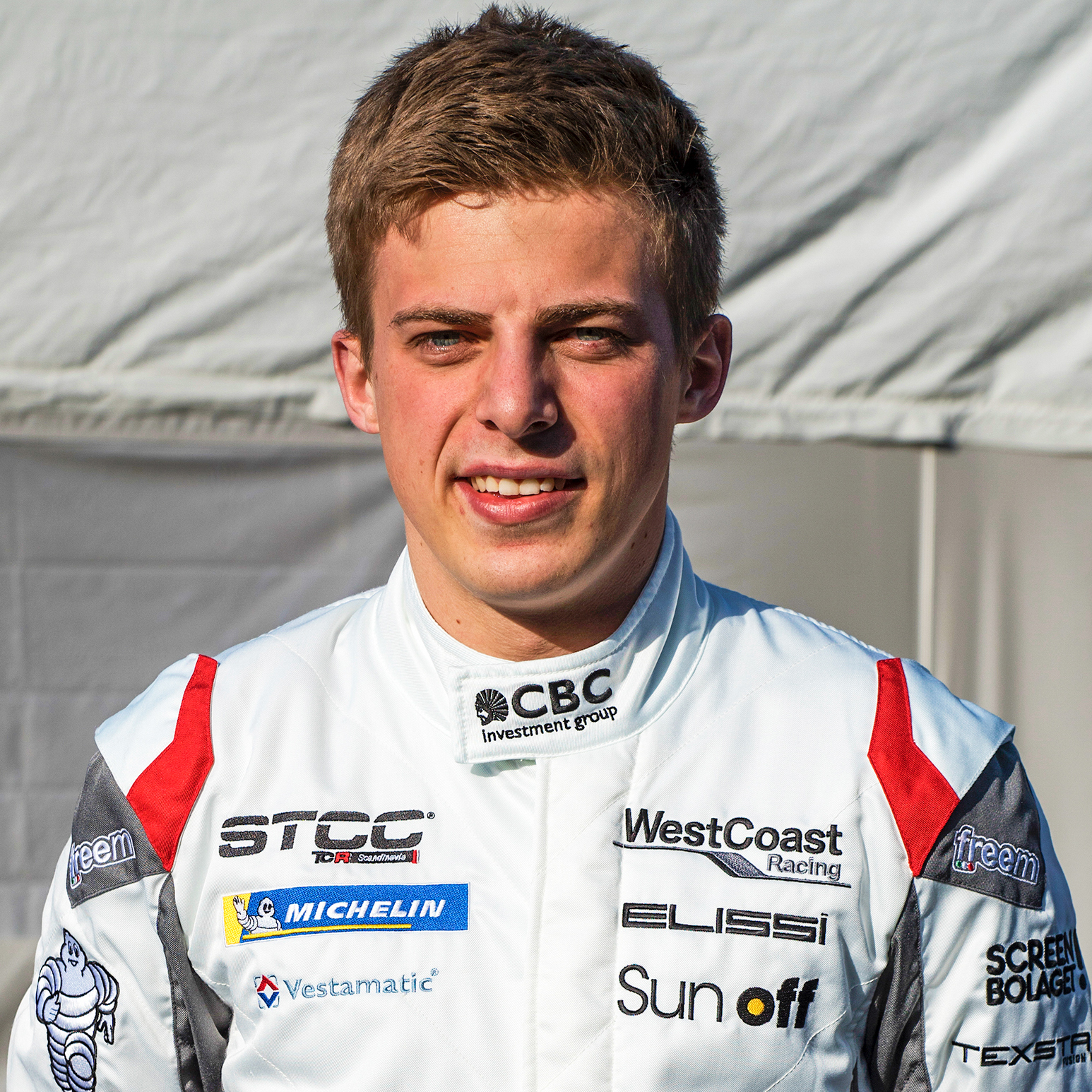
Andreas Bäckman in 2018.

Andreas Bäckman (Boden, 29 augustus 1995) is een Zweeds autocoureur. Zijn zus Jessica Bäckman is eveneens autocoureur.

## Carrière
Bäckman begon zijn autosportcarrière in het karting in 2007. Hij nam vooral deel aan kampioenschappen in Zweden, Finland en Estland. In 2012 maakte hij zijn debuut in de internationale kartsport met een veertiende plaats in de DD2-klasse van het Rotax-wereldkampioenschap. In 2013 werd hij derde in het Benelux-kampioenschap en werd hij nationaal kampioen in de KF2-klasse. In 2014 werd hij derde in zowel de nationale KZ2-klasse, het Europese Rotax-kampioenschap en het Benelux-kampioenschap. In 2015 en 2016 won hij de DD2-klasse van de Rotax International Open, en in 2015 werd hij ook tweede in de Rotax Max Challenge Grand Finals. In 2016 nam hij deel aan het Zweedse ijsrace-kampioenschap, waarin hij twee races won.
In 2017 nam Bäckman aan het rallycross. Hij won hier evenementen in Italië en Zweden. Tevens reed hij in de RX2-klasse van het wereldkampioenschap rallycross tijdens het evenement in Noorwegen, waarin hij vijfde werd. In 2018 keerde hij kortstondig terug naar het karting, waar hij tweede werd in de Göteborgs Stora Pris. Vervolgens stapte hij over naar het circuitracen met zijn deelname aan het TCR UK Touring Car Championship, waarin hij naast zijn zus uitkwam voor het team WestCoast Racing in een Volkswagen Golf GTI TCR. Hij won een race op het Croft Circuit en behaalde vijf andere podiumfinishes en werd zo met 408 punten derde in het kampioenschap. Daarnaast reed hij voor WestCoast in vijf van de zes raceweekenden van het Scandinavian Touring Car Championship. Hierin kende hij een lastiger seizoen met een achtste plaats op de Anderstorp Raceway als beste klassering. Met 8 punten werd hij veertiende in de eindstand. Aan het eind van het jaar kwam hij uit in het laatste weekend van de TCR Europe Touring Car Series op het Circuit de Barcelona-Catalunya en eindigde de races als twaalfde en dertiende.
In 2019 nam Bäckman deel aan het volledige seizoen van de TCR Europe bij het team Target Competition in een Hyundai i30 N TCR, opnieuw als teamgenoot van zijn zus. Hij won een race op Barcelona en behaalde eveneens op het Circuit Spa-Francorchamps een podiumplaats. Met 218 punten werd hij achter Josh Files, Julien Briché en Santiago Urrutia vierde in het klassement. Tevens reed hij in het ADAC TCR Germany Touring Car Championship als gastcoureur tijdens het raceweekend op de Nürburgring, waarin hij de races als achtste en elfde finishte.
In 2020 won Bäckman in de TCR Europe een race op Barcelona, maar stond hij in de rest van het seizoen niet meer op het podium en kon hij niet deelnemen aan de ronde op het Autodromo Nazionale Monza. Met 209 punten werd hij zesde in de eindstand. Daarnaast nam hij opnieuw deel aan het raceweekend op de Nürburgring van de ADAC TCR Germany als gastcoureur en werd hij ditmaal tweede en tiende in de races.
In 2021 stapt Bäckman over naar de World Touring Car Cup, waarin hij naast zijn zus uitkomt voor Target Competition in een Hyundai Elantra N TCR.